# Novi list (dnevni list, Sarajevo, 1942.)
Sarajevski novi list je bio hrvatski dnevnik koji je izlazio u Sarajevu. Prvi broj ovih novina izašao je 1941., a od 2. broja u 1942., odnosno 403. broja promijenio je ime u Novi list. 
Uređivao ga je Emil Lasić.